# Miloš Milutinović
Miloš Milutinović (5. února 1933 Bajina Bašta – 28. ledna 2003 Bělehrad) byl jugoslávský fotbalista a trenér.
Hrál na postu útočníka, hlavně za Partizan Bělehrad. Byl na MS 1954 a 1958.

## Hráčská kariéra
Miloš Milutinović hrál na postu útočníka za Partizan Bělehrad, OFK Bělehrad, Bayern Mnichov, RC Paris a Stade français.
Za Jugoslávii hrál 33 zápasů a dal 16 gólů. Byl na MS 1954 a 1958.

## Trenérská kariéra
Milutinović trénoval několik klubů a taky jugoslávskou reprezentaci.

## Úspěchy

### Hráč
Partizan
- Jugoslávský pohár: 1954, 1956–57

### Trenér
Velež Mostar
- Jugoslávský pohár: 1980–81
- Balkánský pohár: 1980–81

Partizan
- Jugoslávská liga: 1982–83

## Osobní život
Jeho bratři Bora Milutinović a Milorad Milutinović byli též fotbalisté.